# 1994 WB1
1994 WB1 är en asteroid i huvudbältet som upptäcktes den 27 november 1994 av den japanska astronomen Takao Kobayashi vid Ōizumi-observatoriet.